# Arnold Frącki
Arnold Frącki (de Frantze, von der Francze, Vranze)  zm. 1528) – kasztelan chełmiński od 1503 r., chorąży chełmiński od 1498 r., wójt malborski (1501 - 1502). 
Pierwszy raz pojawia się w źródłach jako rycerz pomorski na zjeździe stanów w Elblągu w 1487 r. W 1489 mieszka w Mgowie, które w posagu wniosła żona. W 1492 roku wraz z Andrzejem Łaszewskim i Jakubem Białobłockim nabywa od Katarzyny z Frący jej dobra Frąca oraz wsie Grodziczno, Iwanki Wielkie, Montowo i Ostaszewo.
Kilkukrotnie był komisarzem królewski w spornych sprawach pruskich. Jesienią 1504 r. zostaje zamieszany w sprawę spowinowaconego z nim Wawrzyńca Milewskiego, oskarżonego o rozboje na drogach publicznych. Oskarżony o współudział zostaje aresztowany i uwięziony przez Ambrożego Pampowskiego. Uwolniony z polecenia Aleksandra Jagiellończyka  oczyszcza się z zarzutów na sejmie radomskim (12.04.1505). Od 1507 r. regularnie uczestniczy w posiedzeniach stanów pruskich.